# Misua
Misua (en chino simplificado, 面线; en chino tradicional, 麵線) es una variedad de fideos chinos muy fina hecha de harina de trigo y originaria de Fujian. Difieren de los mifen (vermicelli de arroz) y los fideos celofán en que estos se hacen respectivamente con arroz y frijol chino, y en que suelen ser mucho más finos. Los fideos misua suelen necesitar menos de dos minutos en agua hirviendo para hacerse, y a veces mucho menos.

## Cultura
Los misua se preparan durante festividades importantes, y se comen en China y también en Taiwán, Malasia, Indonesia, Singapur, Vietnam, Brunéi, Tailandia y las Filipinas. Los misua simbolizan una larga vida en la cultura china, y por eso son una comida tradicional de cumpleaños. Suelen servirse cubiertos con ingredientes tales como huevo, ostras, tripa de cerdo, shiitake, ternera, cebolleta o chalota y frutos secos tostados.
En Taiwán hay dos tipos de misua. El primero es normal, mientras el segundo se hierve a mucha temperatura, caramelizándolo hasta obtener un color marrón claro. Para cumpleaños suele servirse tradicionalmente el misua normal con ham hock (猪腳麵線) en caldo estofado. El misua marrón puede cocerse durante mucho tiempo sin desintegrarse, y suele emplearse para preparar vermicelli de ostra (蚵仔麵線), un plato popular en Taiwán.